# Якопо делла Кверча
Якопо делла Кверча, настоящее имя: Якопо ди Пьеро д’Аньоло ди Гварньери (итал. Jacopo di Piero d'Agnolo di Guarnieri, detto: Jacopo della Quercia; ок. 1374, Сиена, Тоскана — 20 октября 1438, Сиена, Тоскана) — итальянский скульптор переходной эпохи от Средневековья к раннему Возрождению флорентийской школы.

## Биография
Якопо делла Кверча родился в 70-х годах XIV века в Сиене (Тоскана). Сообщение Джорджо Вазари, что скульптор родился в местечке Кверча, в сельской местности Сиены, расположенной на границе с флорентийским государством, не имеeт под собой оснований из-за эпитета «от дуба», в значении: «здоровяк, крепыш» (dalla Quercia); это наименование не является ничем иным, как поздним облагораживанием прозвища, под которым уже был известен дед Якопо: Анджело «делла Гверчия» (della Guercia; guercio — косой, косоглазый; прозвание, означавшее, по-видимому, косоглазие прабабушки скульптора).
Его отец —Пьеро д’Анджело (или д’Аньоло) ди Гварньери, мать — некая Маддалена, более известная как Лена. В семье было ещё двое детей. Отец был ювелиром и резчиком по дереву, занимал различные государственные должности в Сиене и создал для сиенского Собора изображения трёх ангелов из деревa (не сохранились). Около 1378 года он работал в Лукке, позднее переехал с семьёй в этот город.
Первые из своих работ Якопо выполнил в Сиене в возрасте девятнадцати лет. Это была конная статуя Джованни д’Аццо Убальдини, входившая в надгробный памятник воину, погибшему в 1390 году вместе с Джованни Тедеско да Пьетрамала. В то время Сиена воевала с Флоренцией. Сиенцы решили устроить Джованни Тедеско пышные похороны. Городской совет постановил создать для траурного шествия конную статую умершего, более натуральной величины. Эту статую и выполнил Якопо. Согласно рассказу Вазари, он сделал деревянный каркас из досок, закутал его в сено и паклю и обмазал глиной, смешанной с кусками полотна и клеем. Когда конструкция высохла, Якопо покрасил её белой краской. Получилась статуя, одновременно лёгкая и похожая на мраморную. После этого Сиенский собор дал Якопо работу — он должен был выполнить мраморные статуи пророков и деревянные барельефы. Но работа не была закончена — в Сиене разразилась чума, унёсшая жизни больше половины граждан. Однако, вопреки путанному рассказу Вазари, задокументировано, что гробница Джованни д’Аццо Убальдини в соборе Сиены сопровождалась не скульптурой, а расписной панелью, также изображающей вождя верхом на коне; в то время как деревянная конная статуя сопровождала, всё ещё находящуюся в Сиенском соборе, гробницу Джованни Тедеско, умершего в 1395 году в Орвието.
Спавсаясь от чумы, отец, Пьеро д’Анджело около 1386 года он переехал со своей семьёй в Лукку, но в 1394 году он вынужден был бежать из города за то, что забил до смерти гражданина Луккезе. Синьором Лукки был Пауло Гвиниджи, незадолго до этого потерявший любимую жену Иларию дель Карретто. Для неё в капелле Гвиниджи собора Сан-Мартино Якопо выполнил мраморное надгробие (1406—1408). Надгробие имеет вид саркофага, на боковых стенках которого изображены путти, несущие гирлянду, а сверху лежит умершая красавица и в ногах её собачка, символ верности мужу. Жители Лукки ненавидели своего синьора, вскоре после установки надгробия произошло восстание горожан, они ворвались в Собор и стали громить капеллу ненавистного правителя, но надгробие его жены не решились разбить, поражённые его красотой. Надгробие до настоящего времени находится в Лукке в музее произведений искусства Собора и считается шедевром искусства периода итальянского кватроченто.
Вскоре после этого Якопо прибыл во Флоренцию, чтобы участвовать в объявленном в 1401 году конкурсе на выполнение рельефов северных врат Баптистерия Сан-Джованни. Он выполнил модель (не сохранилась), которая была признана великолепной, и несомненно выиграл бы конкурс, если бы в нём не участвовали такие мастера как Донателло и Филиппо Брунеллески (в итоге создание рельефов поручили Лоренцо Гиберти).
Якопо уехал в Болонью, где в течение двенадцати лет работал над мраморным порталом базилики Сан-Петронио. На портале он вырезал пятнадцать сцен из Ветхого завета, от сотворения человека до Потопа, а в люнете над порталом поместил мраморные фигуры Мадонны с Младенцем, святых Петрония и Амвросия. И портал, и фигуры над ним сохранились до нашего времени.
В сентябре 1403 года Якопо был в Ферраре, чтобы выполнить для городского Собора мраморную фигуру Мадонны с гранатом, заказанную Вирджилио Сильвестри и завершённую в 1408 году.
Несколько лет Якопо работал в Лукке и Флоренции, а потом он решил вернуться на родину. В Сиене ему представилась возможность оставить о себе память. Городская синьория в 1409 году заказала ему мраморное убранство фонтана на главной городской площади Пьяцца дель Кампо. Фонтан Радости (Фонте Гайя) — главное творение Якопо делла Кверча. Композиция фонтана состоит из прямоугольного бассейна, окружённого с трех сторон высоким парапетом, две короткие стороны которого несут барельефы с изображениями сцен из Ветхого Завета: «Изгнание из Рая» и «Сотворение Адама», а на передних — две статуи: Реи Сильвии с младенцами Ромулом и Ремом на руках и Акки Ларенции (персонажи истории основания Рима), в центре — Мадонна с Младенцем на троне в окружении семи аллегорических фигур добродетелей и ангелов, а также фигуры младенцев, львов и волков, входящих в эмблему города. Над фонтаном Якопо проработал восемь лет (1412—1419). Фонтан сильно пострадал от времени, а сохранившиеся его фрагменты были перенесены во дворец сиенской Синьории (Палаццо Пубблико). На площади находится мраморная копия, выполненная в середине XIX века.
После этого Якопо работал для украшения Сиенского Собора и за свои заслуги перед городом в 1435 году был возведен Синьорией в рыцарское достоинство. В том же году он был назначен попечителем Собора и в этой должности оставался до своей смерти, произошедшей на 64-м году жизни 20 октября 1438 года. Он оставил большую часть своего имущества своему брату Приамо делла Кверча, также художнику, своей сестре Элизабетте и племяннику, не забывая о некоторых учениках. Хоронил Якопо в церкви Сант-Агостино в Сиене весь город. По выражению Вазари, у Якопо была счастливая судьба, потому что он нашёл признание своего таланта и своих заслуг на родине, а такое бывает не часто.

## Галерея

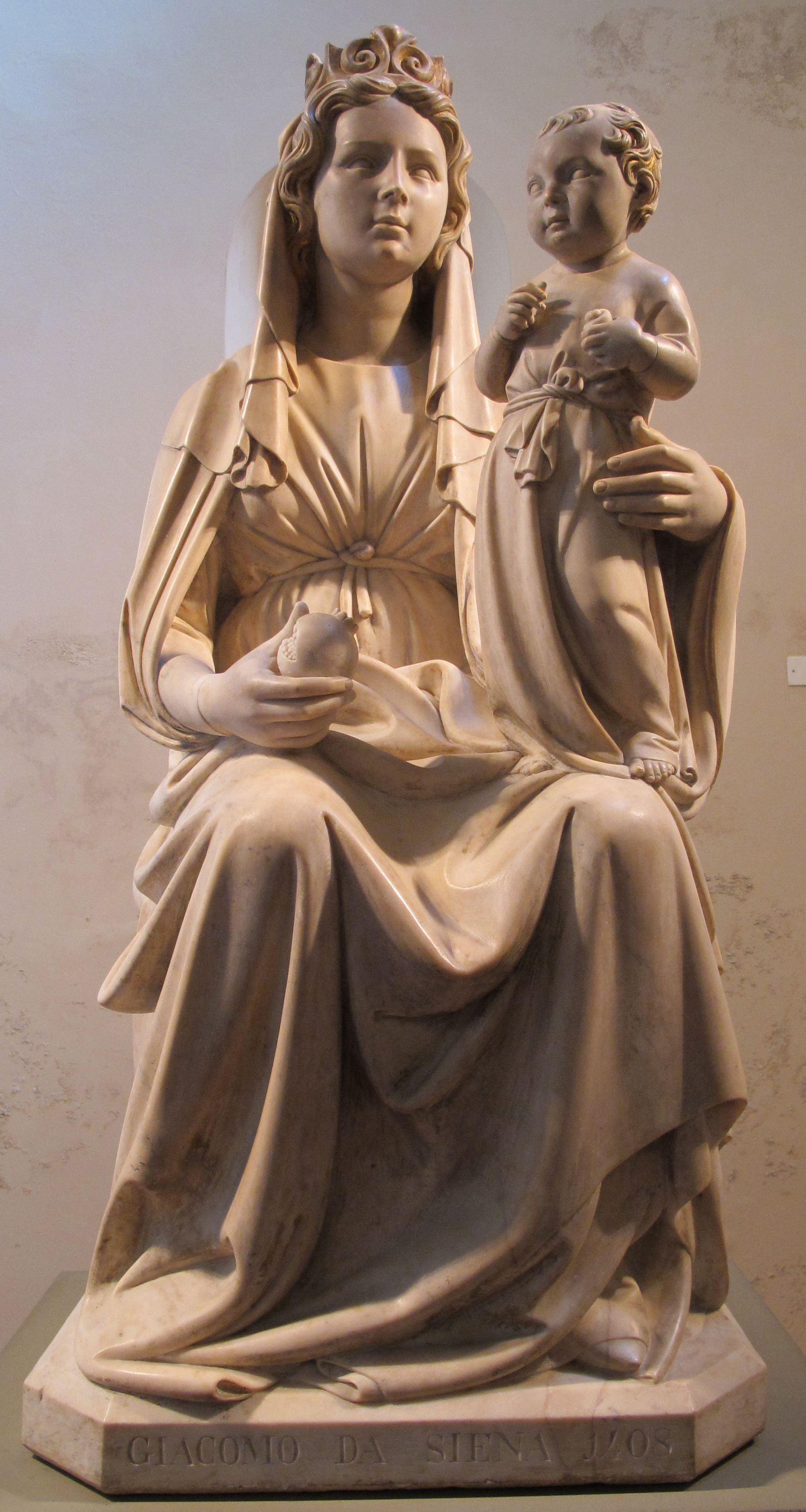
Мадонна делла Мелаграна (с гранатом). 1403—1408. Мрамор. Музей произведений искусства Собора, Феррара
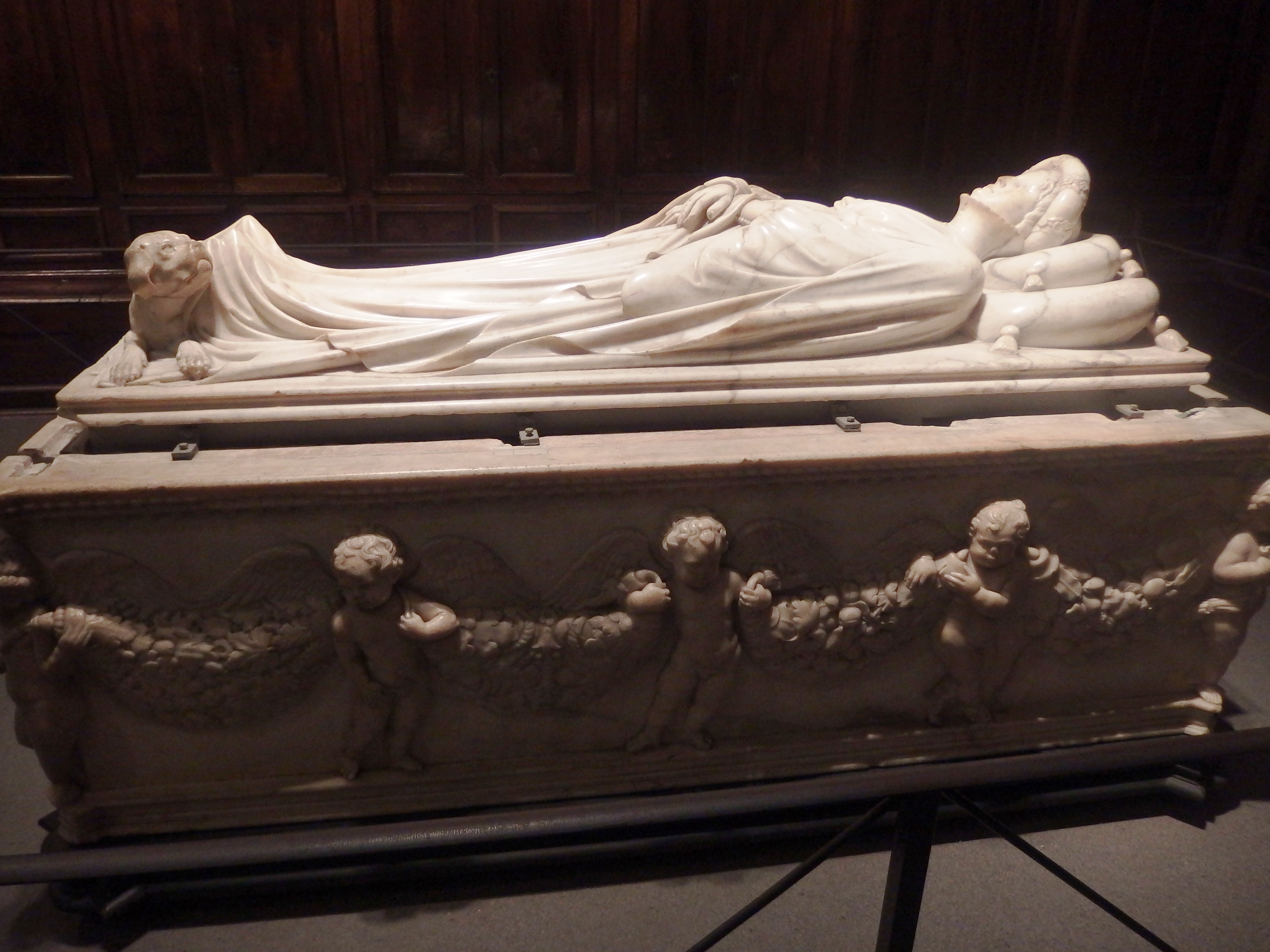
Надгробие Иларии дель Карретто. 1406—1408. Мрамор. Музей произведений искусства собора Сан-Мартино, Лукка
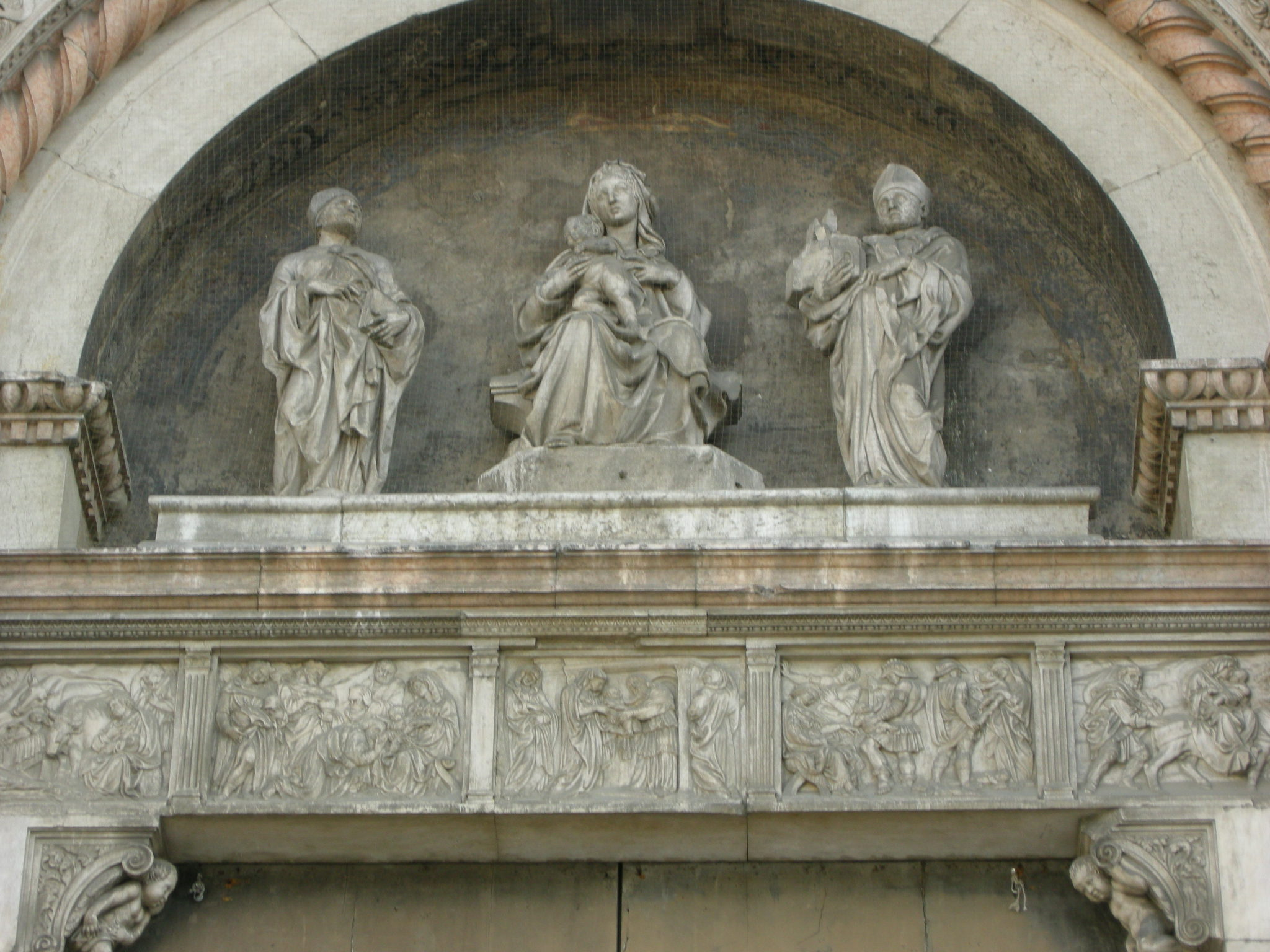
Люнет центрального портала Базилики Сан-Петронио, Болонья
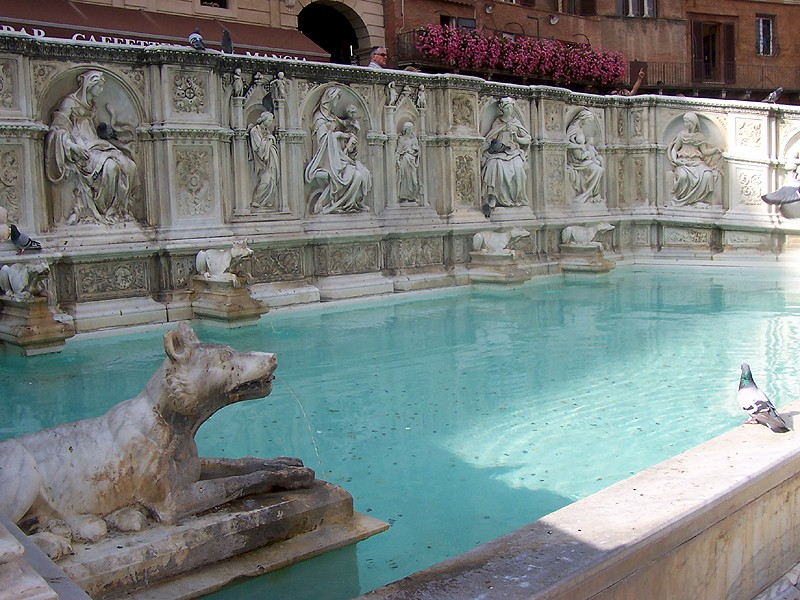
Фонте Гайя (Фонтана радости). 1412—1419. Пьяцца дель Кампо, Сиена
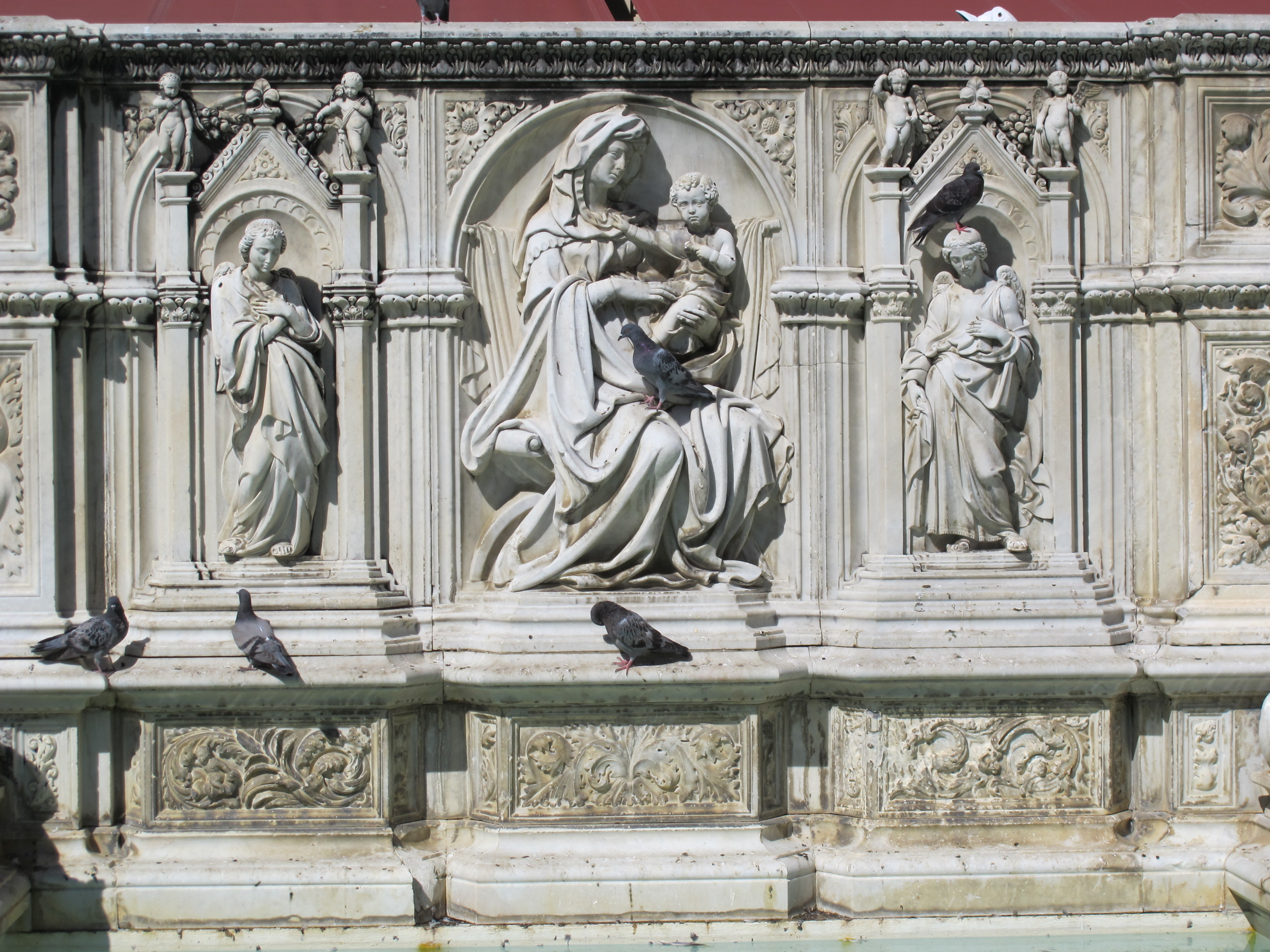
Фонте Гайя. Центральная часть
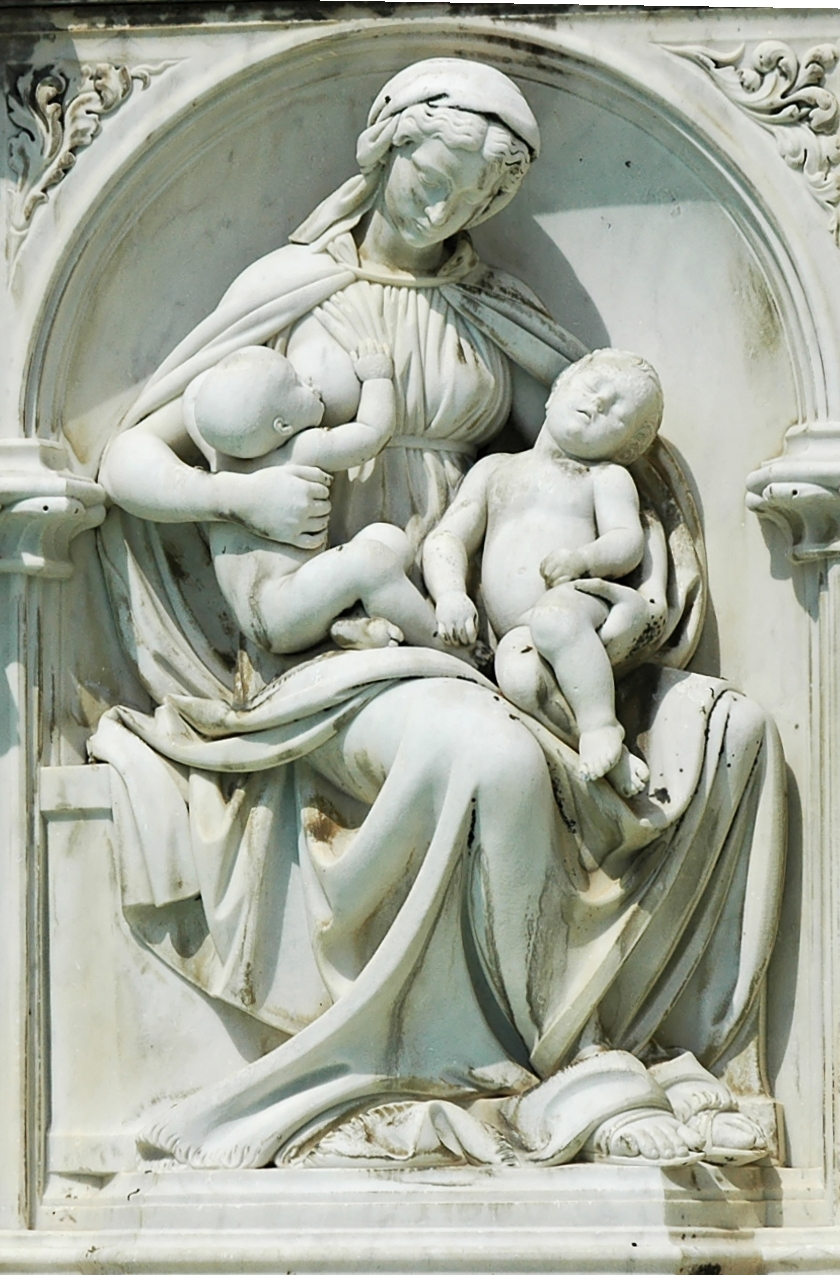
Барельеф фонтана Фонте Гайя (Фонтана радости). 1412—1419. Пьяцца дель Кампо, Сиена (копия Тито Саррокки, 1858)
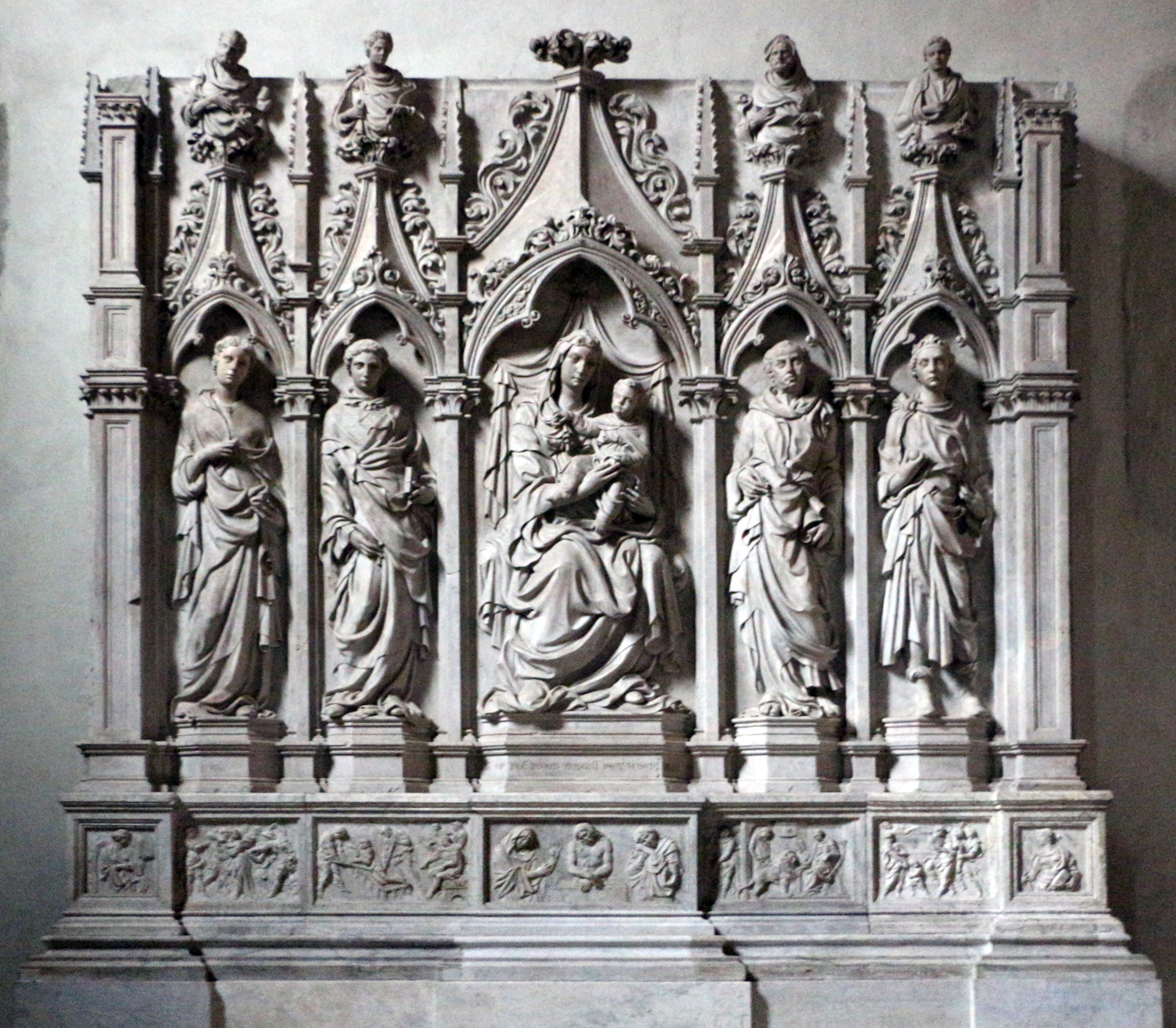
Алтарь базилики Сан-Фредиано, Лукка. 1422
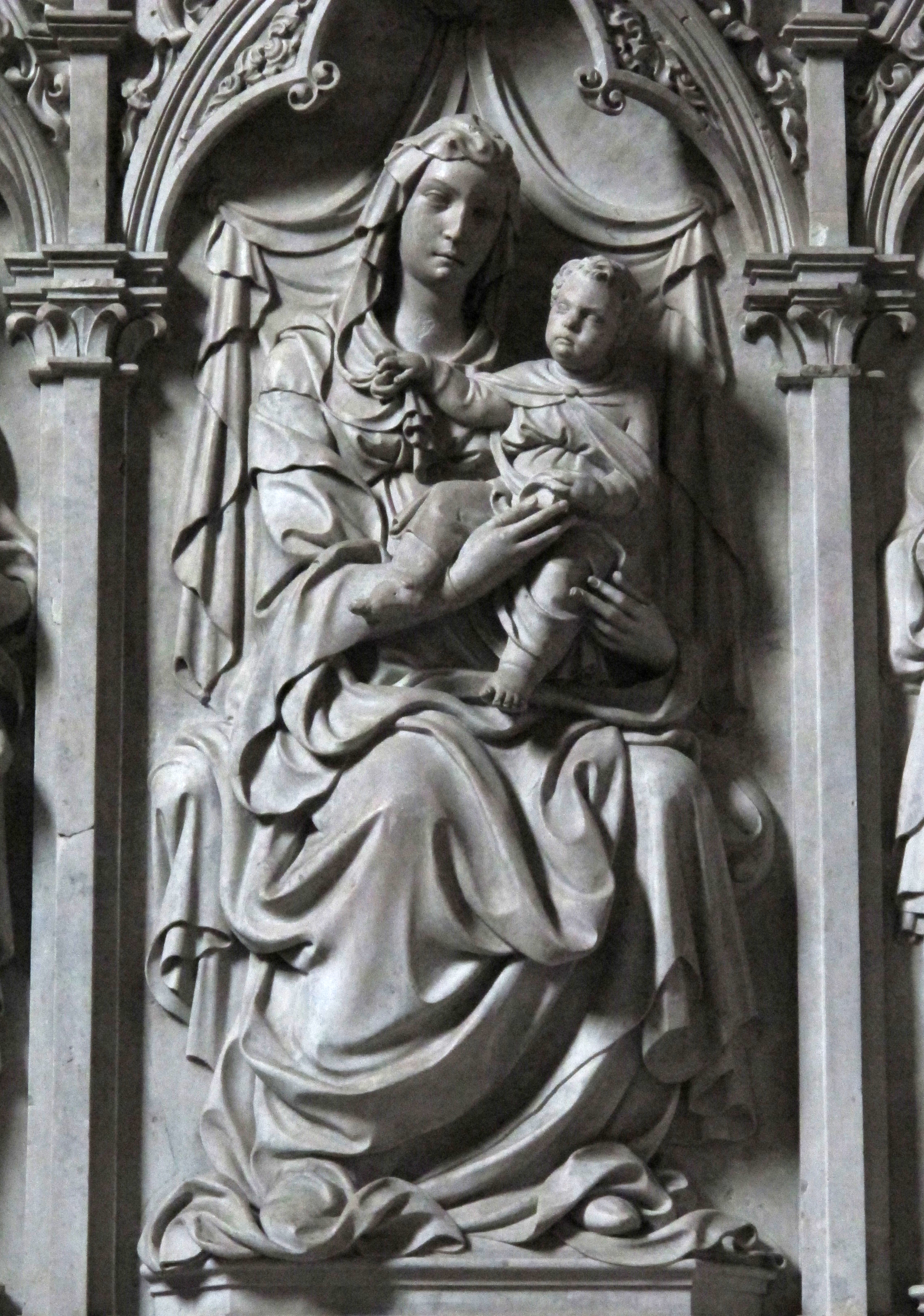
Мадонна с Младенцем. Деталь алтаря. 1422. Базилика Сан-Фредиано, Лукка

## Оценки индивидуального художественного стиля мастера
Якопо делла Кверча работал на границе двух эпох: он пытался соединить достижения готической скульптуры Джованни Пизано и бургундской школы Клауса Слютера с новыми открытиями флорентийского Возрождения.
В поздних произведениях Якопо «стиль интернациональной готики, почти минуя флорентийский классицизм, переходит в стадию экспрессивного маньеризма». По мнению выдающегося историка искусства Макса Дворжака

 «Скульптуры Якопо — самые поразительные творения среди всего, чем мы обязаны итальянскому искусству… Он начал совершенно в духе готики, но … пользовался античными образцами. Подобно его флорентийским современникам, Кверча воспринимал эти образцы в качестве источника пластического опыта… Так готика породила здесь очень большого художника… равного ему мы обретём лишь в творчестве Микеланджело… Но творчество Кверча — художника, сформировавшегося уже после завершения эпохи, давшей ему жизнь, — не оказало на искусство кватроченто никакого влияния: стиль, созданный Донателло, повсюду вытеснил его следы. Но когда период нового кватрочентистского натурализма оказался исчерпанным и на передний план вновь выступили великие идеалистические проблемы, творчество Кверча также обрело голос и встало у колыбели нового идеалистического периода, участвуя в той борьбе между духом и материей, что составляет содержание всего развития искусства европейских народов в послеантичный период»